# Pandercetes plumosus
Pandercetes plumosus là một loài nhện trong họ Sparassidae.
Loài này thuộc chi Pandercetes. Pandercetes plumosus được Mary Agard Pocock miêu tả năm 1899.